# Гуд Хоуп (Алабама)
Гуд Хоуп (енгл. Good Hope) град је у америчкој савезној држави Алабама. По попису становништва из 2010. у њему је живело 2.264 становника.

## Демографија
Према попису становништва из 2010. у граду је живело 2.264 становника, што је 298 (15,2%) становника више него 2000. године.
| Група             | 2000.         | 2010.         |
| Белци             | 1.930 (98,2%) | 2.057 (90,9%) |
| Афроамериканци    | 2 (0,1%)      | 6 (0,3%)      |
| Азијати           | 3 (0,2%)      | 11 (0,5%)     |
| Хиспаноамериканци | 22 (1,1%)     | 174 (7,7%)    |
| Укупно            | 1.966         | 2.264         |